# HMS Vidette (D48)
«Відет» (D48) (англ. HMS Vidette (D48) — військовий корабель, ескадрений міноносець типу «V» підкласу «Адміралті» Королівського військово-морського флоту Великої Британії за часів Першої та Другої світових війн.
«Відет» був закладений 1 лютого 1917 на верфі компанії Alexander Stephen and Sons, Глазго. 28 квітня 1918 увійшов до складу Королівських ВМС Великої Британії.